# Leydicke

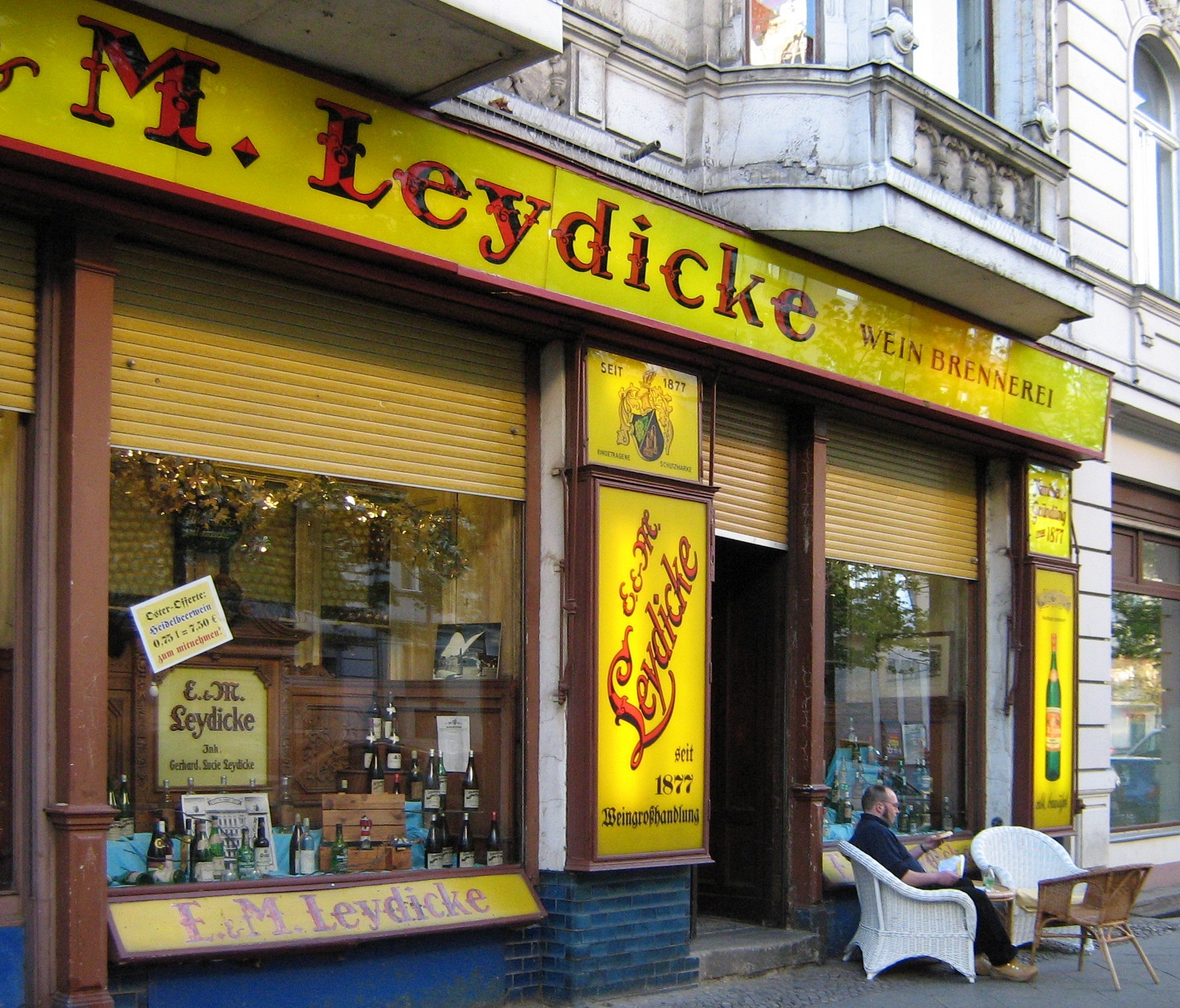
Außenansicht, 2007

Leydicke ist der Name eines Berliner Likörherstellers, der eines der letzten Berliner Traditionslokale beherbergt. Die 1877 gegründete Brennerei und Kneipe liegt im Berliner Ortsteil Schöneberg an der Grenze zu Kreuzberg und hat eine Innenausstattung, die im Wesentlichen unverändert aus den 1880er bis 1920er Jahren stammt. Zur Zeit der Berliner 1968er Studentenbewegung war sie fester Bestandteil der Kreuzberger- bzw. Schöneberger Szene. Die Kneipe ebenso wie die ehemalige Wirtin Lucie Leydicke gelten für manche Journalisten als Musterbeispiel eines „Berliner Originals“.

## Geschichte

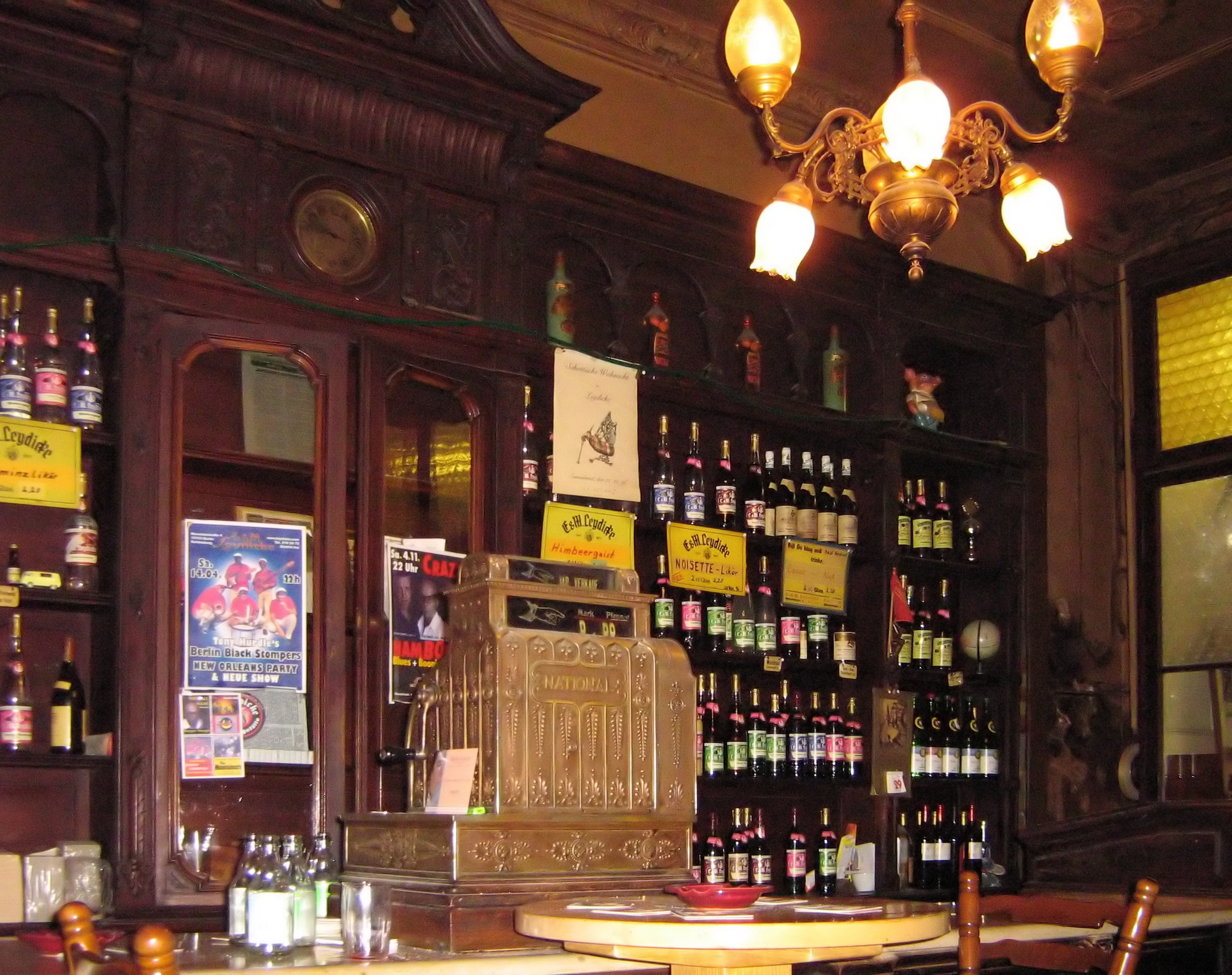
Innenansicht, Theke mit Registrierkasse, 2007

Gegründet wurde das Lokal 1877 von den Brüdern Emil und Max Leydicke in der Schöneberger Mansteinstraße als Liqueur und Fruchtsaftfabrik beziehungsweise Schnapsbrennerei und Weinprobierstube. Im Zweiten Weltkrieg traf bei einem alliierten Luftangriff eine Brandbombe das Haus, Kneipe und Brennerei blieben aber weitgehend unbeschädigt. In den 1960er und 1970er Jahren wurde das Lokal mit seinem urigen Schankraum von Studenten und Touristen bevorzugt. Spezialitäten sind heute selbst hergestellte Obstweine und Liköre. Leydicke steht damit für eine von den Niederlanden inspirierte Form deutscher Alkoholgewinnung.
Seit den späten 1960er Jahren bis zum Mauerfall wurde die Kneipe zum überregionalen Anziehungspunkt: Neben dem Stammpublikum aus Studenten, Universitätsangehörigen und Berliner Szene kamen auch Touristen aus aller Welt, ebenso wie Schulklassen auf Klassenfahrten ein häufiges Ziel im Leydicke sahen. Bei Amerikanern hingegen war es vor allem als Rowdy-Lokal für Soldaten bekannt. Das Leydicke lag damals zentral in der West-Berliner Szene, nur wenige Schritte vom Risiko entfernt, neben der Music Hall gegenüber dem Ex’n’Pop und weit vor beispielsweise dem SO36 der zentrale Treffpunkt der Berliner Szene. Die Kneipe lag auf dem sogenannten „Kneipentrail“, den die linke Szene in den 1970er Jahren ablief. Seither beschreiben Reiseführer die Destille als ein Muss, das man als Berlinbesucher nicht versäumen dürfe.
In der Zeit vom 29. August 1980 erschien ein Nachruf auf Lucie Leydicke, die das Lokal bis zu ihrem Tod zuletzt als Seniorchefin führte.
Die New York Times attestierte 1987 dem Leydicke: „Selbst heute erwecken die Leute, die Atmosphäre und die Drinks, hausgemachte Beerenweine und Schnaps, den Eindruck rückwärts durch die Zeit gereist zu sein.“ Die Washington Post beschrieb die Besucher 1991 noch als Mischung aus Yuppies und schwarzgekleideter alternativer Szene, die erschreckend süßes Selbstgebrautes trinken.

## Situation heute

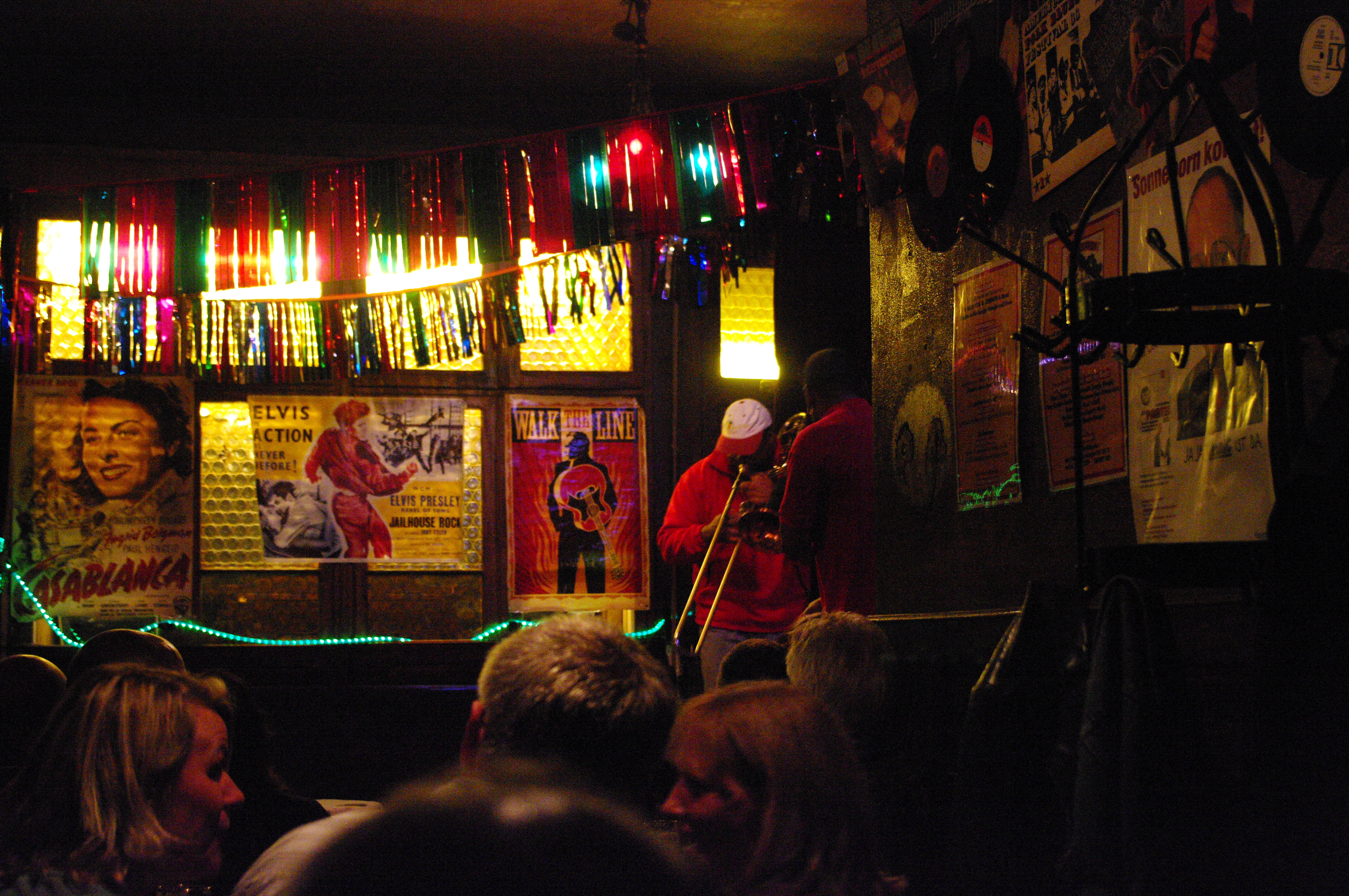
Swing-Konzert im Leydicke, 2009

Geschäftsführer Raimon Marquardt führt das Leydicke in vierter Generation nach dem Prinzip, nichts zu verändern: Die Decke wurde noch nie gestrichen, an den Wänden hängen noch Filmplakate aus den 1950er und Langspielplatten aus den 1960er Jahren. Regelmäßig finden Konzerte und Partys mit Swing-, Blues-, Jazz- oder Rock-’n’-Roll-Bands statt. Punk-Urgesteine wie John the Postman kamen jährlich aus Manchester, um im Leydicke ihren Geburtstag zu feiern. Marquardt selbst gehört zu den wenigen geprüften Destillateuren in Deutschland. Die Berliner Zeitschrift zitty empfahl das Leydicke als einen der besten sechs Berliner Veranstaltungsorte, den man mieten kann. Es dient als Filmkulisse. Ein Dokumentarfilm mit dem Titel Lucies Erbe wurde 2006 ausgestrahlt.